# THE GREATEST HITS - 小室哲哉作品集 - s
『THE GREATEST HITS - 小室哲哉作品集 - s』は、2006年2月22日に発売された2枚組コンピレーション・アルバムである。発売元はGT Music。

## 概要
小室哲哉がプロデュースもしくは楽曲提供を行った曲のうち26曲を収録。この作品は、ソニーから発売されているが、エイベックスからも同じ企画の2枚組コンピレーション・アルバム（『THE GREATEST HITS - 小室哲哉作品集 - a』を参照のこと）が発売されている。

## 収録曲

### DISC 1
1. LOVE TRAIN / TM NETWORK
2. 寒い夜だから… / trf
3. Can't Stop Fallin' in Love / globe
4. 悲しいね / 渡辺美里
5. TOO SHY SHY BOY! / 観月ありさ
6. OVER & OVER (BOB BROCKMAN MIX) / TRUE KiSS DESTiNATiON
7. CANDY GIRL / hitomi
8. Body Feels EXIT / 安室奈美恵
9. ドリームラッシュ / 宮沢りえ
10. RUNNING TO HORIZON / 小室哲哉 -- 小室ソロ作品。アニメ『シティーハンター』のテーマソング。
11. LOVE IS ALL MUSIC (Original Mix) / 華原朋美
12. 愛撫 / 中森明菜
13. SEVEN DAYS WAR / TM NETWORK

### DISC 2
1. I'm proud (Radio Edit) / 華原朋美
2. My Revolution / 渡辺美里
3. FACE / globe
4. Self Control (方舟に曳かれて) / TM NETWORK
5. CRAZY GONNA CRAZY / trf
6. WOW WAR TONIGHT 〜時には起こせよムーヴメント / H Jungle with t
7. love the island / 鈴木あみ
8. Lady Generation (Original Mix) / 篠原涼子
9. RHYTHM RED BEAT BLACK (VERSION 300000000000) / 電気グルーヴ -- TM NETWORKの「RHYTHM RED BEAT BLACK」のパロディ・カバー。TMNの24枚目シングル「RHYTHM RED BEAT BLACK (Version 2.0)」のカップリングに収録。
10. Kimono Beat / 松田聖子
11. 50/50 / 中山美穂
12. Nights of The Knife / TM NETWORK -- TMNとしての最後のシングル（後に復活宣言をし、TM NETWORKとして新曲を発売している）。
13. SWEET 19 BLUES / 安室奈美恵